# Nicole Garavelli
Nicole Garavelli (Treviglio, 20 maggio 1997) è una calciatrice italiana, attaccante svincolata.

## Carriera

### Club
Nicole Garavelli si appassiona al calcio fin da giovanissima, decidendo di tesserarsi con il Mozzanica dove viene inserita nelle formazioni giovanili passando dalle Giovanissime alla Primavera.
Grazie alle sue prestazioni viene inserita nella rosa della prima squadra che disputa il campionato di 2012-2013 facendo il suo esordio in Serie A il 23 marzo 2013, nell'incontro vinto 1-0 fuori casa sul Firenze, rilevando Laura Bianchi all'85'.
Per l'esordio in Coppa Italia deve attendere la stagione successiva, nell'incontro del 4 settembre 2013 dove il Mozzanica si impone fuori casa per 5-0 sulle avversarie dell'Anima e Corpo Orobica, andando subito in gol.

### Nazionale
Nel giugno 2013 il responsabile tecnico federale Enrico Sbardella la inserisce in rosa nella formazione della nazionale italiana Under-17 che affronta le qualificazioni al primo turno del Campionato europeo di categoria di Inghilterra 2014, Inserita nel gruppo 9 con Bulgaria, Macedonia del Nord e Svizzera. Garavelli tuttavia non viene utilizzata. A fine torneo l'Italia raggiunge la terza posizione battendo ai rigori le avversarie dell'Inghilterra acquisendo il diritto di partecipare al Mondiale della Costa Rica 2014.
Nel febbraio 2014 Sbardella convoca nuovamente Garavelli, che fa il suo esordio con la maglia delle Azzurrine nell'amichevole del 27 febbraio persa con la Norvegia 2-1. Nel comunicato FIGC del giorno seguente Garavelli è presente nella rosa delle atlete scelte per il Mondiale. Esordisce nel torneo il 18 marzo, nella partita giocata al nuovo Estadio Nacional de Costa Rica di San José e vinta sulle ospitanti della nazionale costaricana per 1-0. Garavelli viene impiegata in altre due occasioni, condividendo alla fine il terzo posto con le compagne.
Nell'estate 2014 il selezionatore delle nazionali giovanili dell'Italia Corrado Corradini la convoca presso il Centro Tecnico Sportivo Federale di Coverciano per uno stage in vista di un possibile inserimento in rosa nell'Under-19 in vista della prima fase di qualificazione del Campionato europeo di categoria di Israele 2015. Inserita in rosa, fa il suo esordio nel gruppo 4 del torneo il 13 settembre, nell'incontro giocato a İnegöl dove le Azzurrine superano per 1-0 la Turchia. Gioca anche le successive partite del girone eliminatorio, il 15 settembre al Minareli Çavuş Spor Tesisleri di Bursa, siglando al 6' la rete del parziale 2-0 sulle avversarie del Kazakistan, incontro terminato 8-0, e il 17 settembre, vinta 3-0 sul Galles. Questa è l'ultima partita disputata da Garavelli in un torneo UEFA.